# Лондонські поля
Лондонські поля (англ. London Fields) — американсько-британський трилер 2018 року режисера Метью Каллена. Екранізація однойменного роману Мартіна Еміса. Прем'єра фільму була запланована на Каннському кінофестивалі у 2015 році. Проте через судовий позов режисера стрічки до продюсерів, фільм було знято з програми фестивалю. Прем'єра фільму стала можлива лише у 2018 році після залагодження усіх непорозумінь.

## Сюжет
Нікола Сікс — молода приваблива дівчина, що володіє надприродним даром. Вона здатна бачити найближче майбутнє. З незвичайною здатністю дівчина навчилася жити: вона використовує власне життя заради власної вигоди. Одного разу їй стає відомо: вона незабаром помре. Причиною стане чоловік, з яким у неї виникне нетривалий роман. У день її народження, через декілька годин після опівночі він уб'є її, життя красуні обірветься. З відчуттям швидкої трагедії Нікола змушена існувати, але вона не хоче здаватися, придумує план. Для його втілення потрібно самостійно зробити кілька кроків до неминучої загибелі, без ризику не можна протистояти фатуму. Через неспроможність змінити визначене долею Нікола зважується на дивний вчинок. Вона знайомиться з трьома хлопцями, з кожним флірт перетікає в близькість. Нікола не може припустити, хто з них виявиться злочинцем, який позбавить її життя. Новоявлені коханці — не схожі один на одного. Це люди різного віку та професій, у них різні погляди на світ, ставлення до жінки. Інформація, якою володіє Нікола, не дозволяє їй вирахувати потенційного убивцю.

## У ролях
| Актор             | Роль        |
| ----------------- | ----------- |
| Ембер Герд        | Нікола Сікс |
| Біллі Боб Торнтон | Самсон Янг  |
| Джим Стерджес     | Кіт Талент  |
| Тео Джеймс        | Гай Клінч   |
| Джейсон Айзекс    | Марк Еспрі  |
| Джеймі Александер | Гоуп Клінч  |
| Кара Делевінь     | Кет Талент  |
| Джемма Чан        | Петронелла  |
| Лілі Коул         | Тріш        |
| Джонні Депп       | Чік Пурчейз |